# Jake Beckley
Jacob Peter Beckley, soprannominato Eagle Eye (Hannibal, 4 agosto 1867 – Kansas City, 25 giugno 1918), è stato un giocatore di baseball statunitense di ruolo prima base nella Major League Baseball (MLB). È stato inserito nella National Baseball Hall of Fame nel 1971.

## Carriera
Beckley iniziò la carriera professionistica nel 1888 con i Pittsburgh Alleghenys, dopo di che passò con otto compagni ai Pittsburgh Burghers della neonata Players League (PL). La lega durò una sola stagione, dopo di che trascorse con i Pittsburgh Pirates le successive cinque stagioni e mezza. Nel 1896 fu ceduto per mille dollari ai New York Giants. L'anno seguente firmò come free agent coi Cincinnati Reds. Contro i St. Louis Cardinals il 26 settembre 1897, Beckley batté tre fuoricampo nella stessa partita, un'impresa che rimase unica nel suo genere fino a quando fu eguagliata nel 1922 da Ken Williams. Giocò con Cincinnati per sette stagioni fino a quando non fu acquistato da St. Louis l'11 febbraio 1904.
Beckley si ritirò dopo la stagione 1907 con 2.930 valide in carriera, all'epoca secondo solo a Cap Anson. Rimane il quarto di tutti i tempi nella major league in tripli con 244. Alla stagione 2017, Beckley detiene ancora la miglior media in battuta tra i prima base dei Pirates (.300).

## Palmarès
- Pittsburgh Pirates Hall of Fame.[1]
- Cincinnati Reds Hall of Fame[2]